# Anemómetro

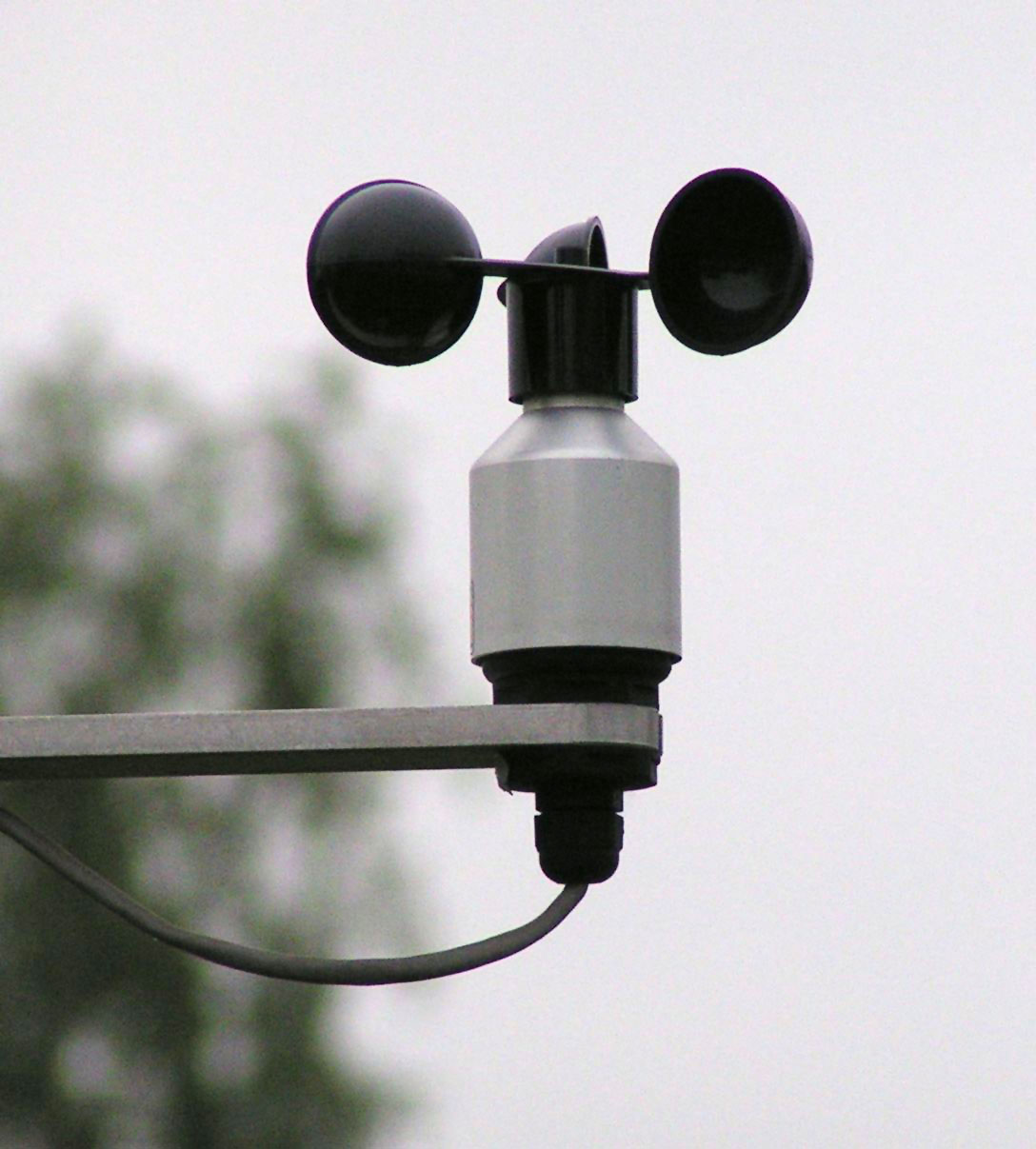

El anemómetro es un aparato meteorológico utilizado para medir la velocidad del viento y así participar en la predicción del tiempo. Es también uno de los instrumentos básicos en el vuelo de aeronaves más pesadas.
En meteorología, se usan principalmente los anemómetros de cazoletas o de molinete, especie de diminuto molino de tres aspas con cazoletas sobre las cuales actúa la fuerza del viento; el número de vueltas puede ser leído directamente en un contador o registrado sobre una banda de papel (anemograma), en cuyo caso el aparato se denomina anemógrafo. También los hay de tipo electrónicos.
Para medir los cambios repentinos de la velocidad del viento, especialmente en las turbulencias, se recurre al anemómetro de filamento caliente, que consiste en un hilo de platino o níquel calentado eléctricamente: la acción del viento tiene por efecto enfriarlo y hace variar así su resistencia; por consiguiente, la corriente que atraviesa el hilo es proporcional a la velocidad del viento.

## Anemómetro Láser Doppler
Este anemómetro digital usa un láser espacial que es dividido y enviado al anemómetro. El retorno del rayo láser decae por la cantidad de moléculas de aire en el detector, donde la diferencia entre la radiación relativa del láser en el anemómetro y el retorno de radiación, son comparados para determinar la velocidad de las moléculas de aire.

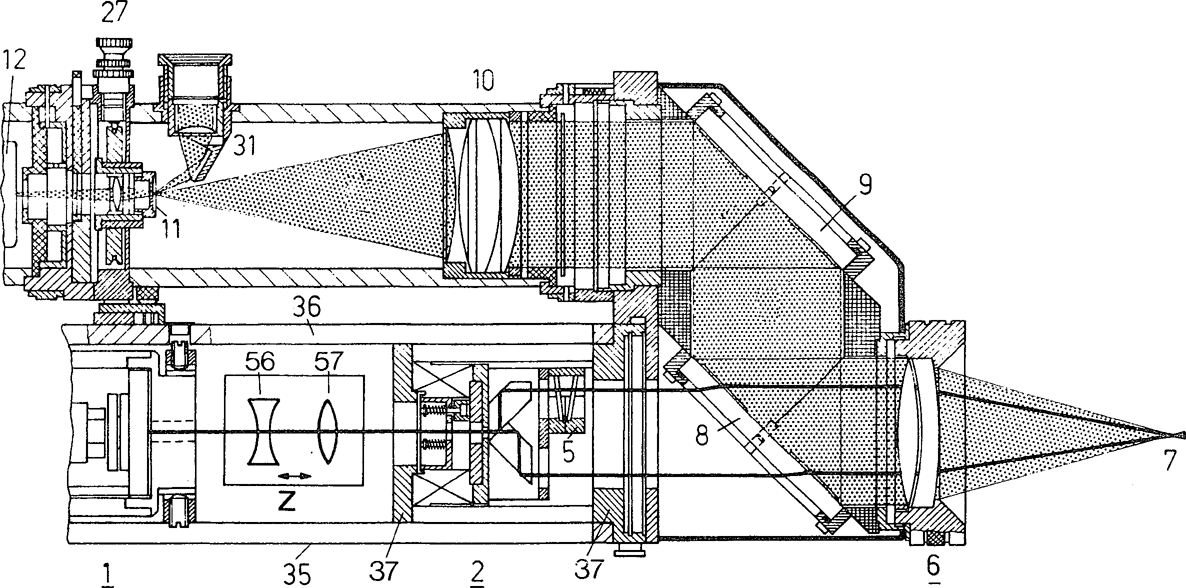
Dibujo de un anemómetro láser. El láser es emitido (1) a través de la lente frontal (6) del anemómetro y es sosegado por las moléculas de aire. La radiación retrodispersada (puntos) reentra y el efecto reflejado se dirige a ese detector (12).

## Aeronáutica

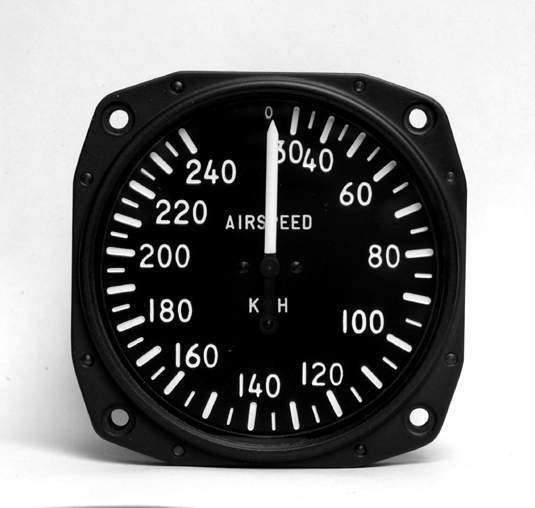
Anemómetro de avión o IAS.

En aeronáutica, para el control de la velocidad de la aeronave, se utiliza otro tipo de anemómetro de concepción y apariencia diferente; su funcionamiento está basado en calcular la diferencia entre la presión de impacto del aire (presión total) y la presión estática, obteniendo así la presión dinámica. Este anemómetro funciona basándose en una toma combinada que se conoce como tubo Pitot.